# František Čermák (kněz)
František Xaver Čermák (20. listopadu 1881 Jamné – 19. dubna 1974) byl český římskokatolický kněz, dlouholetý farář v Měříně, kanovník brněnské kapituly a papežský tajný komoří.

## Život
Vystudoval gymnázium v Havlíčkově Brodě a poté vstoupil do brněnského kněžského semináře. Dne 26. července 1904 přijal v Brně kněžské svěcení a následně působil jako kaplan postupně v Jinošově, Želetavě, Brtnici a od roku 1909 v Měříně, kde se v roce 1916 stal farářem. Byl činný v měřínském spořitelním a záloženském družstvu a v katolickém vzdělávacím spolu Budoucnost a roku 1920 se podílel na založení tamní jednoty Orla, jejíž se stal prvním starostou. Od roku 1940 byl rovněž děkanem měřínského děkanátu a od roku 1944 i arciknězem jihlavského arcikněžství. Dne 11. června 1949 jej papež Pius XII. jmenoval tajným komořím Jeho Svatosti. V roce 1949 se František Čermák stal kanovníkem Královské stoliční kapituly sv. Petra a Pavla v Brně, po několika letech však byl zbaven svého úřadu a přeložen do Veverských Knínic, kde bydlel na faře. Pohřben byl na měřínském hřbitově do hrobu svých rodičů.